# Laitakari (Haparanda)
Laitakari  is een Zweeds waddeneiland behorend tot de Haparanda-archipel. Het eiland ligt voor de kust van de gemeente Haparanda. Het eiland heeft geen oeververbinding en heeft op een enkele overnachtingplaats na geen bebouwing. In het oosten wordt het door een modderige stroom gescheiden van Kuninkaankari; eenzelfde modderige stroom scheidt het in het zuiden van Kråkholmarna.